# Franz Krezdorn
Franz Anton Krezdorn (* 12. März 1882 in Stuttgart; † 8. September 1914 in Pretz-en-Argonne, Frankreich) war ein deutscher Fußballspieler.

## Karriere
Franz Krezdorn spielte für die Sportfreunde Stuttgart und ab 1912 für die Stuttgarter Kickers. Mit den Kickers wurde er 1912/13 Süddeutscher Meister, wodurch sich der Verein für die Endrunde um die Deutsche Fußballmeisterschaft 1912/13 qualifiziert hatte. Im Viertelfinale unterlagen die Kickers mit Krezdorn jedoch in Frankfurt am Main dem Duisburger SpV mit 1:2. Neben seiner fußballerischen Laufbahn bei den Kickers war Krezdorn auch lange Jahre als Schriftführer des Vereins tätig und auch Mitglied in der Gesangsabteilung.